# Alexandre Gavras

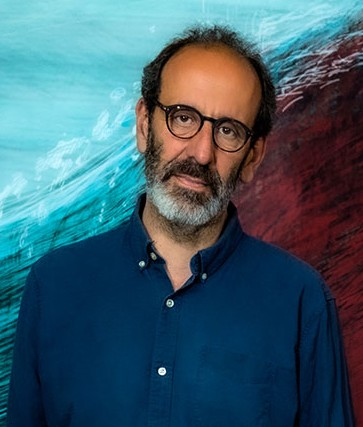
Alexandre Gavras (2024)

Alexandre Gavras (* 23. August 1969 in Paris) ist ein französischer Filmproduzent, Filmregisseur, Drehbuchautor und Schauspieler.

## Leben
Gavras ist der Sohn des Regisseurs Costa-Gavras und der Filmproduzentin Michèle Ray-Gavras. Er besuchte die Filmschule der New York University. Seinen Einstieg ins Filmgeschäft hatte er 1991 als Regisseur des Kurzfilms The Plant. Im Jahr 1998 folgte der Kurzfilm Tueur de petits poissons, der unter anderem für einen César als Bester Kurzfilm nominiert wurde. Als Schauspieler war Gavras vor allem  in Nebenrollen zu sehen, so stellte er in Der Oberst und ich einen Inspektor dar.
Der von ihm produzierte Kurzfilm Avant que de tout perdre des Regisseurs Xavier Legrand wurde bei der Oscarverleihung 2014 für den Oscar als Bester Kurzfilm nominiert. Gavras gewann zudem mit Regisseur Legrand den César für den Besten Kurzfilm. Auch bei Legrands Langfilmregiedebüt Nach dem Urteil, das auf Avant que de tout perdre aufbaute, fungierte Gavras als Produzent. Für Nach dem Urteil gewann er seinen zweiten César, diesmal in der Kategorie Bester Film.

## Filmografie (Auswahl)
- 1991: The Plant (Regisseur, Drehbuchautor)
- 1998: Tueur de petits poissons (Regisseur, Drehbuchautor, Darsteller)
- 2006: Der Oberst und ich (Mon colonel) (Darsteller)
- 2012: Le capital (Produzent)
- 2013: Avant que de tout perdre (Produzent)
- 2017: Nach dem Urteil (Jusqu’a la garde) (Produzent)
- 2018: Die Welt gehört dir (Le monde est à toi) (Darsteller)
- 2019: Adults in the Room (Regisseur)
- 2023: The Successor (Le Successeur, Produzent)

## Auszeichnungen (Auswahl)
- 1998: Nominierung Bester Kurzfilm, Molodist, für Tueur de petits poissons
- 1998: Canal+ Award im Internationalen Wettbewerb und Young Director Award des Festival du Court-Métrage de Clermont-Ferrand für Tueur de petits poissons
- 1999: César-Nominierung, Bester Kurzfilm, für Tueur de petits poissons
- 2014: Oscar-Nominierung, Bester Kurzfilm, für Avant que de tout perdre
- 2014: César, Bester Kurzfilm, für Avant que de tout perdre
- 2019: César, Bester Film, für Nach dem Urteil
- 2019: César-Nominierung, Bestes Erstlingswerk, für Nach dem Urteil